# Вотинцев, Василий Петрович
Василий Петрович Вотинцев (1897, Сюрсовай, Вятская губерния — 13 октября 1983, Ижевск) — советский государственный деятель, председатель Президиума Верховного Совета Удмуртской АССР (1939—1949).

## Биография
Родился в селе Сюрсовай (ныне — в Шарканском районе Удмуртии). Окончил один курс Академии снабжения им. И. В. Сталина.
- 1909—1913 гг. — батрак в крестьянских хозяйствах, д. Сильшур и с. Сосновка Сосновской волости Сарапульского уезда Вятской губернии,
- 1913—1914 гг. — переписчик в Светлянском волостном правлении, с. Светлое Сарапульского уезда,
- 1914—1916 гг. — переписчик Шарканского волостного правления Сарапульского уезда,
- 1916 г. — волостной писарь Нижне-Лыпского волостного правления Сарапульского уезда,
- 1916—1918 гг. — служил в царской армии,
- 1918 г. — секретарь исполнительного комитета Шарканского волостного Совета рабочих, крестьянских и красноармейских депутатов; сотрудник для особых поручений штаба Вятской особой дивизии,
- 1918—1919 гг. — народный судья второго участка Сарапульского уезда, с. Шаркан,
- 1919 г. — член Вятского военного трибунала, г. Вятка,
- 1919—1921 гг. — народный судья второго участка Сарапульского уезда, с. Шаркан,
- 1921—1924 гг. — заведующий Дебесским уездным финансовым отделом,
- 1924 г. — член Вотского областного суда, г. Ижевск,
- 1924—1927 гг. — заместитель заведующего финансовым отделом исполнительного комитета Вотского областного Совета рабочих, крестьянских и краснокрасноармейских депутатов, г. Ижевск,
- 1927—1928 гг. — председатель исполнительного комитета Ижевского уездного Совета рабочих, крестьянских и красноармейских депутатов,
- 1928—1929 гг. — заведующий финансовым отделом исполнительного комитета Вотского областного Совета рабочих, крестьянских и красноармейских депутатов, г. Ижевск,
- 1929—1930 гг. — директор Глазовского леспромхоза,
- 1930—1931 гг. — председатель исполнительного комитета Уканского районного Совета рабочих, крестьянских и красноармейских депутатов,
- 1931—1932 гг. — председатель Удмуртского областного совета народного хозяйства,
- 1932—1933 гг. — представитель Удмуртской автономной области при Президиуме ВЦИК (Москва),
- 1933—1935 гг. — заместитель председателя исполнительного комитета областного Совета Удмуртской автономной области,
- 1935—1936 гг. — заместитель председателя Совета Народных Комиссаров Удмуртской АССР,
- 1936—1938 гг. — председатель Ижевского городского Совета депутатов трудящихся,
- 1938—1939 гг. — управляющий Ижевским леспромкомбинатом,
- 1939—1941 гг. — начальник управления промышленности строительных материалов при Совете Народных Комиссаров Удмуртской АССР,
- 1941—1949 гг. — управляющий Удмуртским трестом «Росглавхлеб»,
- 1949—1952 гг. — председатель Президиума Верховного Совета Удмуртской АССР.

Депутат (от Удмуртской АССР) Совета Национальностей Верховного Совета СССР 3-го созыва (1950—1954).

## Награды и звания
- орден Ленина
- орден «Знак Почёта»[2].